# Ejército eslovaco (1939-1945)
Las Fuerzas Armadas de la República Eslovaca (en eslovaco: Branná moc Slovenskej republiky), también conocidas como Fuerzas Armadas Eslovacas o ejército eslovaco (en eslovaco: Slovenská armáda) fueron las fuerzas armadas de la República Eslovaca en tiempos de guerra, antes y durante la Segunda Guerra Mundial. El ejército eslovaco estuvo aliado con las Potencias del Eje hasta la insurrección nacional eslovaca, y sólo una parte de sus líderes y miembros se unieron al SLS. Durante su existencia participó en campañas contra Hungría y Polonia, y tras la invasión de la Unión Soviética, algunas de sus unidades llegaron a Ucrania, Bielorrusia, Rusia e incluso el Cáucaso. En la fase final de la guerra, sus unidades también operaron en Italia y Rumania.
Tras la ocupación alemana de Checoslovaquia en 1939 que llevó a la independencia de Eslovaquia, el nuevo país precisó de la creación de unas fuerzas armadas para proteger unas fronteras amenazadas por múltiples enemigos. Así fue como se creó el ejército eslovaco, una unidad militar que a pesar de haber sido pensada como fuerza defensiva, sería empleada como fuerza ofensiva la mayor parte de la Segunda Guerra Mundial.

## Antecedentes
Antes que el ejército eslovaco se constituyera como tal, su creación empezó a gestarse en los años anteriores a la independencia de Eslovaquia. Precisamente durante la unión con Chequia en lo que se conoció como Checoslovaquia, las Fuerzas Armadas de Checoslovaquia contaban en sus filas con un 14% de eslovacos, muy por debajo de la media frente a un 64% de checos y otro 22% de alemanes. Dada esta situación y en contra de servir a las órdenes de Praga, un revolucionario político llamado Karol Sidor, fundó una milicia armada, famosa por sus uniformes negros que saludaban con el saludo romano gritando “¡Na Stra! (¡En guardia!)” y copiada del modelo fascista, a la que bautizó como Guardia Hlinka (Hlinková Garda).
Desatada la crisis de los Sudetes a favor del Tercer Reich, Eslovaquia reclamó una autonomía más amplia. Así lo hizo el político Jozef Tiso del Partido Popular Eslovaco, quien tras proclamarse dirigente de la “Eslovaquia autónoma”, autorizó a la Guardia de Hlinka y sus 100.000 milicianos a convertirse en el nuevo ejército nacional. Por supuesto Praga no permitió tal cosa y ordenó al ejército checoslovaco ocupar Eslovaquia atacando a la Guardia de Hlinka, a la que venció haciendo 200 prisioneros y causando un muerto (considerado por muchos el primer militar eslovaco caído del siglo XX). Pero a los checos la victoria no les sirvió de nada porque Alemania invadiría Praga, anexionando Bohemia y Moravia en un protectorado a la Alemania nazi y reconociendo la independencia de Eslovaquia.
No fue muy difícil crear el ejército eslovaco que debía defender a la nueva República Eslovaca dirigida por el monseñor Jozef Tiso. Siendo elegido comandante en jefe el general Ferdinand Čatloš, aprovechó todo el material abandonado por los checos, aproximadamente valorado en 7.560 millones de coronas, además de los 6.000 fusiles vendidos por Alemania, con los que equipó al ejército eslovaco. Gracias a esta ayuda se pudieron organizar tres cuerpos de ejército (los V, VI y VII) y nueve divisiones (las 1ª y 2ª Divisiones Rápidas; la 2ª División Blindada; las 9ª, 10.ª, 11.ª, 15.ª y 16.ª Divisiones de Infantería; más la 17.ª División de Montaña), repartidos en los tres departamentos militares de Trenčín, Banská Bystrica y Prešov.

## Composición
| División   | División                    | Sede central     | Comandante original | Comandante nuevo  |
| ---------- | --------------------------- | ---------------- | ------------------- | ----------------- |
| V Cuerpo   |                             | Trenčín          | Valentin Pozdíšek   | Štefan Jurech     |
|            | 3ª División Rápida          | Bratislava       | Jaroslav Eminger    | Benedikt Dúbravec |
|            | 9ª División de Infantería   | Bratislava       | Miloš Žák           | Jaroslav Bodický  |
|            | 15.ª División de Infantería | Trenčín          | Bohuslav Všetička   | Jozef Kristín     |
| VI Cuerpo  |                             | Spišská Nová Ves | Ondřej Mézl         | Augustín Malár    |
|            | 11.ª División de Infantería | Spišská Nová Ves | Josef Beránek       | Pavol Kuna        |
|            | 17.ª División de Montaña    | Prešov           | Václav Šidlík       | Michal Širica     |
| VII Cuerpo |                             | Banská Bystrica  | Mánek               | Ján Imro          |
|            | 10.ª División de Infantería | Banská Bystrica  | Bohumil Rytíř       | Mikuláš Markus    |
|            | 16.ª División de Infantería | Ružomberok       | František Marvan    | Jozef Turanec     |

## Batallas

### Invasión de Polonia (1939)
Eslovaquia fue la primera nación en sumarse al Eje junto a la Alemania nazi y por tanto tomó parte en invasión alemana de Polonia el 1 de septiembre de 1939, declarando la guerra a los Aliados y desatando la Segunda Guerra Mundial. Para esta campaña el ejército eslovaco desplegó a las 1ª y 3ª Divisiones Rápidas, más la 2ª División Blindada, cuyas fuerzas sumaban 51.000 tropas y 56 tanques (treinta CKDvz.33, veinte OAvz.30 y tres LT-35).
A las 5:00 horas de la mañana del 1 de septiembre de 1939, la 1ª División Rápida cruzó la frontera con Polonia sin encontrar apenas resistencia en la conquista de las localidades de Javorina, Podspády y Zakopane, llegando a profundizar más de 30 kilómetros dentro del territorio enemigo. Menos suerte tuvo la 2ª División Blindada que el 3 de septiembre fue detenida por los polacos en Tylice; aunque sí la 3ª División Rápida ayudando a los alemanes a despejar de tropas polacas las áreas de Jaslo, Krosno y Sanok. De hecho los polacos sufrieron tal castigo que el 8 de septiembre los eslovacos les arrollaron hasta ocupar el importante enclave de Krynica-. Durante las semanas siguientes continuó la penetración de las fuerzas eslovacas, siendo el asedio en torno a la ciudad de Sanok la última acción protagonizada por el ejército eslovaco durante la campaña, antes de que el 1 de octubre de 1939 Polonia fuese repartida entre la Alemania nazi y la Unión Soviética. El resultado fue una victoria absoluta en la invasión a Polonia. Durante la campaña el ejército eslovaco únicamente encajó 75 bajas entre 18 muertos, 46 heridos y 11 desaparecidos; a costa de capturar 1.350 soldados polacos.

### Operación Barbarroja (1941-1944)

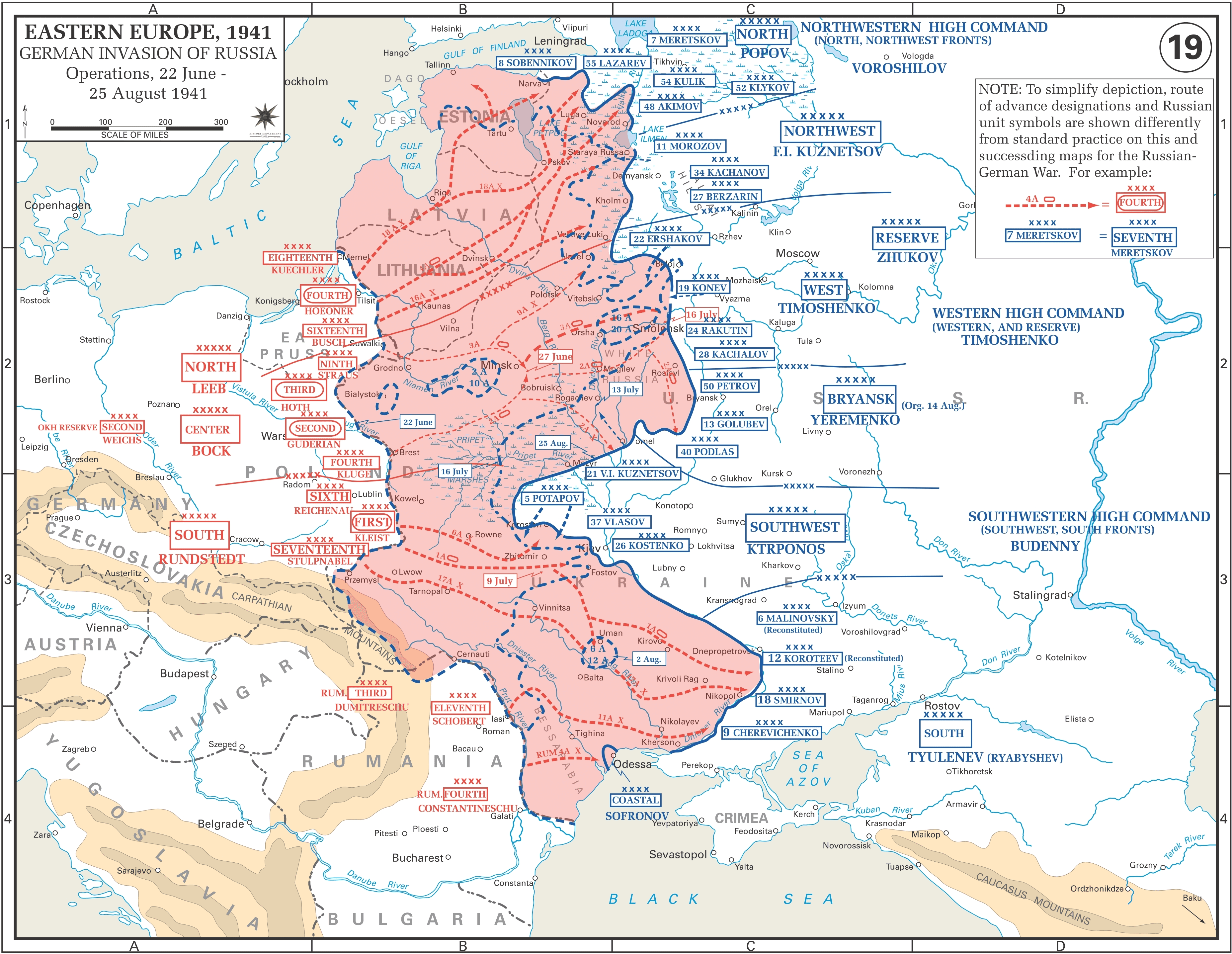
Avances alemanes durante las fases iniciales de la Operación Barbarroja, agosto de 1941

El 22 de junio de 1941, Eslovaquia declaró oficialmente la guerra a la Unión Soviética y junto al Eje inició la conquista de Rusia en la llamada "Operación Barbarroja". Para ello desplegó un primer contingente bautizado como Grupo Rápido que estaba integrado por 1.910 tropas (59 oficiales, 27 suboficiales y 1.824 soldados), 40 tanques (treinta LT vz. 35, siete LT vz. 40 y tres OAvz.30), 29 cañones (cuatro de 75 milímetros, nueve de 100 milímetros y dieciséis de 37 milímetros), 183 ametralladoras, 813 fusiles, 661 pistolas, 183 camiones, 49 coches, 33 motos, 112 caballos con carro, 3 ambulancias y 3 cisternas.
Partiendo de Medzilaborce, el ejército eslovaco cruzó la frontera con la Unión Soviética. La primera ciudad en caer bajo su poder fue Krosno el día 25, al mismo tiempo que tropas eslovacas de flanqueo cruzaban el río San. Poco después la Fortificación de Wojtkowa fue asediada por el ejército eslovaco, donde los soviéticos resistieron con tenacidad a pesar del fuego de los tanques contra la muralla (de hecho en la acción se registró la primera víctima mortal eslovaca y otros seis heridos). Así pues, tras ceder el testigo del asedio a las tropas alemanas de retaguardia, el día 27 los eslovacos prosiguieron su marcha atacando una línea de búnkeres en Zaluz. Durante los combates dos de los tanques LT-35 resultaron destruidos, aunque en el último instante un contraataque en el que los eslovacos arrojaron granadas por los conductos de ventilación de los búnkeres, forzó a los soviéticos a rendirse y entregarse prisioneros.
A finales de junio de 1941, el ejército eslovaco había establecido una zona de ocupación en la Unión Soviética en la que se asentaron 50.698 hombres. Fue entonces cuando pensando en una profunda penetración dentro del territorio enemigo, se creó la Brigada Rápida compuesta por 4.912 tropas eslovacas (195 oficiales, 52 suboficiales y 4.665 soldados), 48 tanques (27 LT vz. 35, 9 LT-38, 7 LT-40 y 5 OAvz.30), 48 cañones (4 de 75 milímetros, 12 de 105 milímetros, 24 de 100 milímetros y 8 de 20 milímetros), 2 morteros, 279 ametralladoras, 2.815 fusiles, 666 pistolas, 445 camiones, 137 coches, 90 motos, 296 caballos con carros,10 ambulancias, 5 tractores y 3 cisternas.
A las 4:30 del 22 de julio de 1941, se reanudó la ofensiva eslovaca cuando la Brigada Rápida se enfrentó a la 44.ª División de Infantería Siberiana en la batalla de Lypovec. Durante la operación, los tanques LT vz. 35 eslovacos ocuparon rápidamente la cordillera de Lypovets, aunque al descender por la carretera varios camiones fueron pulverizados por cañones soviéticos, lo que ralentizó notablemente el avance. Una vez caída la tarde, los combates se fueron intensificando en torno a la Estación de Lypovec, sobre todo tras la destrucción de dos tanques eslovacos LT-35 y la captura de un LT-38 (aunque este último los rusos lo abandonaron posteriormente y volvió a caer en manos eslovacas). Finalmente y después de más de 24 horas de intensísima lucha, el 23 de julio de 1944 el Ejército Eslovaco ocupó la ciudad de Lypovec a costa de haber sufrido 261 bajas (75 muertos, 167 heridos, 2 prisioneros y 17 desaparecidos), más 2 tanques destruidos.
Hasta agosto de 1941, el ejército eslovaco había avanzado unos 500 kilómetros territorio a dentro de la Unión Soviética. Visto que los resultados no eran todo lo bueno que se esperaba, el general Ferdinand Čatloš decidió disolver a la Brigada Rápida y repartir a sus hombres dentro de la División Rápida con 10.000 efectivos y de la División de Seguridad (Zaislovacia Divízia) con otros 6.000 más. Mientras tanto se suministró a las tropas nuevo material que incluyó 76 cañones (4 de 88 milímetros, 4 de 105 milímetros, 12 de 75 milímetros, 16 de 100 milímetros y 40 de 37 milímetros), 322 ametralladoras, 22 morteros, 4.898 fusiles, 2.111 pistolas, 893 camiones, 201 coches, 133 motos, 6 motocarros y 282 caballos con carro.
Durante el avance sobre Ucrania en septiembre de 1941 como parte del Grupo de Ejército Sur del Eje, la División Rápida Eslovaca fue fundamental cuando se produjo la batalla de Kíev. Desplegada el 14 de septiembre frente al río Dniéper, rechazó un contraataque soviético entre Ukrajinka y Chodosivka, haciendo más de 1.650 prisioneros rusos, lo que constituyó una de las mayores victorias eslovacas de la Segunda Guerra Mundial.

#### Mar de Azov
Iniciado el otoño de 1941, la División Rápida eslovaca cruzó el río Dniéper y posteriormente el río Kremencuk, llegando a las orillas del Mar de Azov. Sin embargo entre el 2 y el 5 de octubre, los eslovacos consolidaron la posición frente al Ejército Rojo entre Pereshchépine y Hubynycga, donde a causa de la intensa resistencia comenzó una dura campaña de desgaste que se prolongaría meses desde finales de 1941 hasta mediados de 1942.
Protegiendo 120 kilómetros de costa desde Mariúpol a Taganrog, la División Rápida fue primordial para cubrir el Mar de Azov en 1942. Durante meses tuvo que rechazar numerosos ataques soviéticos desde el Mar Negro y también desde las orillas del río Mius. Uno a uno los eslovacos desbarataron los contraataques rusos e incluso llegaron a fabricar un barco de pesca armado con ametralladoras para defender la costa (algo curioso debido a que Eslovaquia no tenía mar, por lo que aquel pequeño buque en el que ondeó la bandera eslovaca sobre el mástil fue bautizado irónicamente como el primer navío de una supuesta “flota eslovaca”). De este modo y tras aguantar heroicamente, al finalizar las operaciones en el Mar de Azov, el Ejército Eslovaco había sufrido 783 bajas entre 119 muertos, 575 heridos y 89 desaparecidos, además de resultar 56 de sus camiones destruidos.

#### Cáucaso
La Operación Azul fue el nombre que el Eje otorgó a la invasión del Cáucaso, en la cual participaría el ejército eslovaco. Para ello se estacionó en la zona a la División Rápida eslovaca con 6.013 tropas (57 oficiales y 5.956 soldados), 12 tanques (seis LT-38 y seis LT-40), 64 cañones (4 de 88 milímetros, 6 de 50 milímetros, 7 de 105 milímetros, 10 de 20 milímetros, 18 de 75 milímetros y 19 de 37 milímetros), 693 ametralladoras, 32 morteros, 844 camiones, 156 coches, 84 motos, 15 ambulancias, 2 vehículos de reparación y 1 coche cisterna.
El 22 de julio fue la fecha de inicio de la invasión del Cáucaso cuando tropas eslovacas y alemanas cargaron contra Rostov del Don. Solo tres días más tarde, el 25 de julio, los eslovacos se adelantaron cruzando el río Don y estableciendo una cabeza de puente en la orilla opuesta, concretamente en la demarcación de la Eurasia que separaba el continente asiático de Europa. Gracias a dicha acción el ejército eslovaco tuvo el honor de convertirse en el primer ejército europeo del Eje en cruzar la frontera con Asia durante la Segunda Guerra Mundial.
A través del Cáucaso la División Rápida eslovaca avanzó rápidamente ocupando la localidad de Kutaís. Sin embargo el frente se estabilizó cuando más al norte los alemanes fueron copados en la batalla de Stalingrado, pasando el Cáucaso a convertirse en un teatro de operaciones defensivo. A ese estancamiento se sumó la nieve en las montañas y el insoportable frío, un infierno que llevó al general eslovaco Stefan Jurech a plantearse la idea de pasarse al lado soviético, aunque en el último instante recapacitó reconociendo que aquello era una locura.
Vencido el Eje en la Batalla de Stalingrado a inicios de 1943, el frente del Cáucaso se desmoronó y el Ejército Eslovaco comenzó la retirada general. Durante la fuga los eslovacos resistieron en determinados sectores como ocurrió en Penzenskaja, donde tras rechazar a los rusos perdieron uno de sus tanques LT-38. Así fue como poco a poco la División Rápida en plena retirada estuvo a punto de ser destruida en Saratovskaya, justo antes de conseguir escapar y refugiarse en la cabeza de puente del Kubán. Bloqueadas las tropas eslovacas en aquella ciudad portuaria junto al Mar Negro, la mayor parte de la División Rápida fue evacuada por aire mediante aviones de transporte eslovacos y alemanes, exceptuando a 2.500 hombres y su material que abandonaron el Cáucaso a través de los muelles de Kamán por barco.

#### Acciones antipartisanas
Hasta la primavera de 1942, la División de Seguridad no se estrenó en combate. Por aquel entonces contaba con 7 tanques LT vz. 40, 62 cañones (2 de 105 milímetros, 8 de 100 milímetros, 12 de 75 milímetros, 16 de 24 milímetros y 24 de 37 milímetros), 439 ametralladoras, 25 morteros, 6.296 fusiles, 2.273 pistolas, 206 camiones, 45 coches, 24 motos, 4 motocarros, 14 ambulancias, 7 cisternas, 4 transportes de radio, 2 vehículos de reparación y 1 tractor.
No obstante y a pesar de la numerosa cantidad de hombres y equipo con que contaba la División de Seguridad, únicamente se dedicó a realizar acciones antipartisanas. Por ejemplo en Kalínkavichy la División de Seguridad aniquiló a 200 partisanos rusos a costa de una sola baja, en este caso el teniente Ján Antala que desertó para unirse a los soviéticos. Poco después, el 1 de agosto de 1942, los guerrilleros comunistas cometieron el primer atentado contra la División de Seguridad estacionada en Malodusa, volando mediante dinamita a tres camiones y matando 8 guardias eslovacos. Como represalia por la acción, un grupo de tropas eslovacas entraron en el pueblo de Malodusa y asesinaron a algunos civiles rusos. Sin embargo, cuando los eslovacos se disponían a ejecutar al resto de la aldea, una columna de tropas alemanas apareció y calmó los ánimos de estos para que no llegasen a más. No obstante algunos de los eslovacos más radicales amenazaron a los alemanes advirtiéndoles que no se metieran en sus asuntos, por lo que a continuación regresaron a Malodusa y asesinaron a una familia tras incendiar su casa. Aquella matanza en el pueblo de Malodusa constituyó el único crimen perpetrado por el ejército eslovaco en el frente oriental.
Para noviembre de 1942, la División de Seguridad eslovaca fue seleccionada para despejar de partisanos los alrededores de Chojnik y Loev. Nada más asentarse en Chojnik, los eslovacos desbarataron un asalto de 800 guerrilleros y mataron a 50 de ellos. Simultáneamente también consiguieron perseguir a los fugados y reconquistar la importante localidad Loev. Durante esta acción se contabilizaron 14 bajas eslovacas, de las cuales hubo 3 muertos, 8 heridos y 3 desertores, entre ellos un capitán, un alférez y un teniente.

#### Península de Crimea
Retirarse del Cáucaso supuso un revés militar para el ejército eslovaco que tuvo que asentarse en la península de Crimea con la División Rápida. De todo el material inicial únicamente sobrevivió 1 tanque LT vz. 38, 32 cañones, (cinco, de 100 milímetros, cinco de 105 milímetros, ocho de 37 milímetros y catorce de 45 milímetros), 11 morteros, 262 ametralladoras, 3.538 fusiles, 1.438 pistolas, 224 camiones, 29 coches, 7 motos y 4 ambulancias.
Repentinamente Crimea fue asaltada por el Ejército Rojo a finales de 1943 desde diversos sectores mientras el Ejército Eslovaco desempeñaba una simple vigilancia costera en el Mar Negro. Inmediatamente la División Rápida fue transferida a Arabat y el Istmo Perekop, así como a Henibesk y Chorly, donde contribuyó a cubrir el repliegue de las tropas alemanas y rumanas. Durante los combates por Krasnoperekops, el último tanque LT-38 se curtió antes de ser definitivamente evacuado hacia Eslovaquia, lo que le convirtió en ser el único carro eslovaco superviviente del Frente Oriental.
Bajo nombre de 1ª Brigada Técnica, la División Rápida fue rebautizada como tal en el verano de 1943, siendo equipada por 10 vehículos blindados Sd.kfz. 251 y recibiendo un nuevo comandante, el general Elmir Lendvay. Durante el otoño esta nueva unidad combatió en batallas defensivas contra los rusos sobre los sectores de Zaporizza, Melitopol y Kachovka. Sin embargo al producirse la retirada alemana hacia el interior de Europa Oriental, la 1ª Brigada Técnica fue empleada en tareas de construcción sobre los Cárpatos para proteger Tatar, Kopcak, Curciu, Brian y Bolgrad en Rumanía; así como el Río Prut, Bacau, Pietra, Neamt, Ditrau y Muresul en Hungría.

#### Campaña de Italia
Como Eslovaquia oficialmente también se encontraba en guerra con Estados Unidos y Reino Unido, el ejército eslovaco tuvo que enviar presencia militar al frente occidental, en este caso a Italia, para apoyar a su aliado Benito Mussolini. Fue entonces cuando al sur de la Península Italiana se organizó la 2ª Brigada Técnica compuesta por 4.345 tropas (169 oficiales y 4.176 soldados) al mando del comandante Rudolf Pilfousek, cuyos efectivos se convertirían en la fuerza expedicionaria destinada a combatir a los Aliados Occidentales.
La Batalla de Montecassino fue el primer escenario de combate donde se estrenó la 2ª Brigada Técnica, no luchando directamente con los Aliados, sino contra los partisanos italianos que intentaban cortar las rutas de abastecimiento entre Cassino y Roma. De hecho durante el resto de la Segunda Guerra Mundial los eslovacos jamás se enfrentarían a las fuerzas anglo-estadounidenses en Italia, ya que todas sus misiones se centraron en combatir exclusivamente a los partisanos en torno a Roma, San Marino, Vergheto, Penabilli, Mercantino Marecchia, Bolonia, Romaña, Badia Tedalda, Ferrara y Padua. Precisamente justo antes de finalizar la contienda tras la ofensiva de los Aliados contra el río Po, la 2ª Brigada Técnica se rindió a los partisanos de la Brigada Garibaldi en Lombardía, la cual entregó a continuación a todos los eslovacos en condición de prisioneros de guerra a las tropas de Estados Unidos.

### Insurrección nacional eslovaca
Cuando el Ejército Rojo se encontraba a las puertas de Eslovaquia a mediados de 1944, fueron muchos los oficiales que pensaron en rebelarse contra los alemanes para tomar la administración del país y de ese modo impedir que la Unión Soviética se apoderara de los asuntos gubernamentales. Así fue como un grupo de militares decidió dar un golpe de Estado utilizando a un sector del ejército eslovaco que por aquel entonces contaba con 35.000 soldados armados con 50 tanques, 219 cañones, 91 morteros, 1.540 ametralladoras, 15.870 fusiles, 130 metralletas y 6.558 pistolas.
A media mañana del 29 de agosto de 1944 se produjo lo que se conoció como "Levantamiento Nacional Eslovaco", un golpe de Estado contra el gobierno de Jozef Tiso y la Guardia de Hlinka. De forma repentina, se rebelaron las guarniciones militares de Hlohovec, Sereď, Nové Mesto nad Váhom, Váhom, Trenčín, Nemšová y Levoča con 29.000 soldados, así como el distrito militar de Banská Bystrica al completo. Pero la rebelión fracasó estrepitosamente en la capital de Bratislava porque únicamente 900 soldados se sublevaron, mientras que los 9.000 restantes, incluyendo la guardia del palacio presidencial, permanecieron fieles a Tiso y a la causa del Eje.
Fracasada la insurrección, se desató una pequeña guerra civil entre los sublevados y los tisistas. De hecho 11.000 eslovacos leales a Tiso (9.000 procedentes de Bratislava y 2.000 de Nitra), desencadenaron una lucha que se prolongó dos meses y que se resolvió en favor de los tisistas gracias al apoyo de 48.000 soldados alemanes. Finalmente el 28 de octubre de 1944, los tisistas derrotaron a los rebeldes en Bánska Bystrica, lo que devolvió el control del ejército eslovaco en favor del Eje.

## Final
El Ejército Rojo invadió Eslovaquia el 15 de enero de 1945. Por aquel entonces el ejército eslovaco únicamente contaba con 30.000 soldados repartidos en un regimiento de infantería, un regimiento de artillería antiaérea, una batería de artillería y diversas formaciones paramilitares dependientes de las fuerzas armadas y la Guardia de Hlinka. Todo ello contra más de 100.000 soldados soviéticos del Cuarto Frente Ucraniano al mando del mariscal Iván Kónev.
El ejército eslovaco presentó resistencia, consiguiendo alguna victoria local como en la batalla de San Nicolás de Liptov donde provocó 410 bajas a los soviéticos. Durante los dos meses siguientes, entre febrero y marzo de 1945, las tropas eslovacas aguantaron los ataques soviéticos en unas condiciones de inferioridad numérica y material abrumadoras. La 1ª Brigada Técnica luchó contra los ataques soviéticos entre el Labo Batalón y Nezired hasta su completa destrucción. No obstante y a pesar de la dura resistencia eslovaca, el Ejército Rojo terminaría por ocupar Eslovaquia tras la caída de Žilina el 30 de abril de 1945.
Unificada de nuevo Checoslovaquia al término de la Segunda Guerra Mundial, el ejército eslovaco fue disuelto e incorporado a las Fuerzas Armadas de Checoslovaquia. Eslovaquia no recuperaría su independencia hasta el 1 de enero de 1993, con la disolución de Checoslovaquia.